# Janez Dolinar
Janez Dolinar, slovenski častnik, * 17. oktober 1957, Škofja Loka.

## Vojaška kariera
- povišan v majorja (14. maj 2002)

## Odlikovanja in priznanja
- srebrna medalja Slovenske vojske (11. maj 1998)